# Meriania hexamera
Meriania hexamera là một loài thực vật có hoa trong họ Mua. Loài này được Sprague mô tả khoa học đầu tiên năm 1905.